# Лагето (Рим)
Лагето је насеље у Италији у округу Рим, региону Лацио.
Према процени из 2011. у насељу је живело 6867 становника. Насеље се налази на надморској висини од 94 м.